# Meshylia
Meshylia (Pholidornis rushiae) är en mycket liten afrikansk tätting som numera placeras i den lilla familjen hylior (Hyliidae).

## Utseende
Meshylian mäter cirka 8 cm vilket gör den till en av Afrikas minsta häckfåglar. Bröst och huvud är hos adulten brunstreckade med ljust sandfärgad botten. Från nedre delen av bröstet till gumpen är den klart gulfärgad medan stjärt och vingovansidan är bruna. Den har röd iris och kraftfullt gulfärgade ben. Juvenilen är mindre kraftfullt färgad och mindre kraftigt streckad.

## Utbredning och systematik
Meshylia placeras som enda art i släktet Pholidornis. Dess taxonomiska hemvist har länge varit omdiskuterad. Tidigare har den placerats i så vitt skilda familjer som pungmesarna, solfåglarna, blomsterpickarna, astrilderna, honungsfåglarna och senast som närbesläktad med grön hylia (vilket är orsak till artens nuvarande svenska trivialnamn). DNA-studier visar att den står nära grön hylia. Dessa två ingår även i en klad med cettior, lövsångare och stjärtmesar. Numera urskiljs de två i den egna familjen hylior (Hyliidae), alternativt inkluderas bland cettisångarna.
Meshylia delas in i fyra underarter med följande utbredning:
- Pholidornis rushiae ussheri – förekommer från Sierra Leone till Togo och möjligtvis även sydvästra Nigeria.
- Pholidornis rushiae rushiae – förekommer i sydöstra Nigeria, sydvästra Kamerun och Gabon.
- Pholidornis rushiae bedfordi – förekommer på Bioko i Guineabukten.
- Pholidornis rushiae denti – förekommer från sydöstra Kamerun till Uganda och Angola.

## Ekologi
Meshylian lever i tät regnskog.

## Status och hot
Arten har ett stort utbredningsområde och en stor population med stabil utveckling och tros inte vara utsatt för något substantiellt hot. Utifrån dessa kriterier kategoriserar internationella naturvårdsunionen IUCN arten som livskraftig (LC). Världspopulationen har inte uppskattats men den beskrivs som ganska vanlig.